# کالور (اورگن)
کالور (به انگلیسی: Culver) شهری در شهرستان واشنگتن ایالت اورگن است و در سرشماری سال ۲۰۱۱ میلادی، ۱٬۳۵۱ نفر جمعیت داشته که نسبت به سال ۲۰۱۰، ۰٫۹۶ درصد رشد جمعیت داشته‌است.

## موقعیت جغرافیایی
موقعیت جغرافیایی شهرها و مناطق اطراف به شرح زیر است: